# XHDE-TDT
XHDE-TDT fue una estación de televisión mexicana, ubicada en la capital del estado de San Luis Potosí, fundada el 1 de noviembre de 1975, la fecha del 19 de mayo de 2022 pierde su concesión ante el Instituto Federal de Telecomunicaciones.
Su señal llegó al centro de San Luis Potosí y algunas partes del estado de Guanajuato. Tiene una cobertura aproximada de ochocientos mil habitantes, y con alcance a más de 150 mil hogares, emitiendo en su mayoría programación propia del canal, noticieros locales y películas clásicas de la época de oro del cine mexicano. 
Estuvo afiliada a Televisa hasta el año 2018, fue el principal competidor de TV Azteca San Luis Potosí.

## Historia
XHDE Canal 13, se había otorgado la concesión en 1973, pero el 12 de octubre, comenzó a las 7 de la noche en periodo de prueba, inicia formalmente transmisiones el 1 de noviembre de 1975, emitiendo como Televisora Potosina. Era la segunda estación de televisión en San Luis Potosí, junto a XHSLT Canal 2 de Telesistema Mexicano, sistemáticamente sus instalaciones ubicadas en carretera a Río Verde fueron como un teatro estudio, y más tarde un segundo edificio ubicado en el centro de la ciudad, que fue acondicionado para el uso de noticieros y otros programas, transmitió la programación de XHGC Canal 5 hasta inicios de los años 90. Al poco tiempo empezó a transmitir la señal de XHTV Canal 4 de manera parcial.
A partir de 1989 el canal empieza a crecer de manera gradual con la adquisición de equipos portátiles como cámaras de video, máquinas de videocasete para grabaciones de programas, reportajes de noticias y producción de comerciales, prevaleció la calidad de imagen y sonido mediante el cambio de transmisor, para un aumento de cobertura en la zona conurbada.
En 1993 Televisa San Luis Potosí perdió su monopolio cuando se permite a Grupo Salinas la operación de las estaciones privadas de televisión XHDD-TV Canal 11 y XHCLP-TV Canal 6. Durante algunos años, en la década del 2000, su señal fue difundida también a través de Cablecom en San Luis Potosí, hasta que fue retirada junto con la señal de XHSLV-TV de dicho operador de cable. Es hasta el año 2015 que su señal vuelve a ser incluida en la televisión restringida, esto derivado de la reforma en telecomunicaciones del año 2013.
En noviembre de 2014, es autorizada y asignada una frecuencia para el inicio de transmisiones en Televisión digital terrestre a través del Canal 16 y con el indicativo XHDE-TDT. Es hasta julio de 2015 año en que inician las transmisiones en periodo de prueba de la señal digital de Canal 13, con esto dando un paso a la era digital de la televisión. En diciembre termina su transmisión análoga, quedando al aire solamente la señal digital.
En 2018, el entonces presidente municipal Ricardo Gallardo Juárez intentó comprar acciones de la Televisora,  para así hacerse copropietarios, sin embargo, no se concretó la negociación. El día 13 de febrero se presenta el espacio noticioso CN13, aunque el resto de sus tradicionales espacios continuaron sin cambios.
El 26 de febrero del mismo año deja de transmitir la programación de Foro TV, pero sigue con su programación local sin interrupciones.
En noviembre del año 2020 deja de transmitirse debido a una huelga por falta de pago a sus empleados, por lo que pierde su concesión en mayo de 2022.
Durante 47 años, el canal transmitió programas como Domingo Musical, Viñetas Potosinas, Domingo Deportivo, Scout, Garraspatin, Súper Estelares de tu canal 13, Noticiero Regional, Usted Tiene La Palabra,  Hoy Informativo, El Mundo Infantil de Adri, Burbujitas, El Hogar del 13, Miscelánea Potosina, Acuarela Potosina, Sucedió Hoy, Estampas de San Luis, M.E. En Su Casa, Entre Semana, Gin y Usted, Foro y Análisis, De Poder a Poder en la fiesta, Detente, Turiventas, Dama, Nectaries, Tu Tiempo, 30 Minutos Canels, Aquí San Luis Potosí, Charreria Lo Nuestro, y Camino a Belén, además de coberturas como eventos de procesión del silencio en época de Semana Santa, eventos deportivos como los partidos de tenis local, lucha libre, fútbol mexicano atlético San Luis, béisbol grandes ligas y serie mundial donde al canal se hace vínculo con Televisa en transmisión vía satélite.
Mientras tanto, las instalaciones de la televisora sufrieron robo de equipo y cintas a lo largo del tiempo, además de que varias personas en situación de calle fueron a resguardarse en las mismas, hasta el 13 de octubre de 2024, que lo que albergara el canal 13 fuera consumido por un incendio, los primeros indicios presumen que fue intencionado por una de las personas que se resguardaban allí, y con el incendio, lo restante de equipo y material fue pérdida total, dejando así, un final para esta televisora y sus instalaciones.